# Braunschweiger Neue Presse

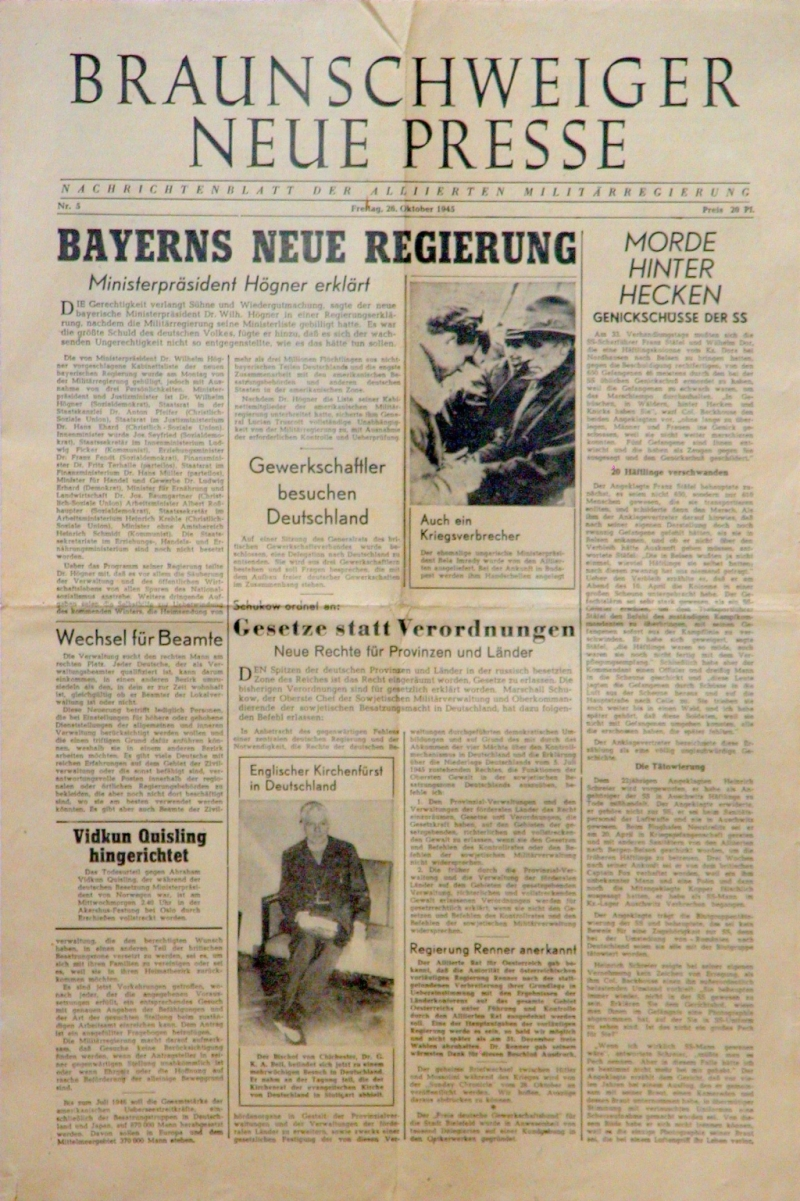
Die Braunschweiger Neue Presse, Nr. 5 vom 26. Oktober 1945:
u. a. mit Berichten über die Bildung der Bayerischen Regierung unter Wilhelm Hoegner, die Hinrichtung Vidkun Quislings, die Auslieferung Béla Imrédys und einen Deutschlandbesuch George Kennedy Allen Bells.

Die Braunschweiger Neue Presse war die Nachfolgezeitung des „Braunschweiger Boten“, der ersten Zeitung in der Stadt Braunschweig nach dem Ende des Zweiten Weltkrieges. Sie erschien zum ersten Mal am 12. Oktober 1945 und stellte ihr Erscheinen bereits am 4. Januar 1946 wieder ein, da sie ab dem 8. Januar 1946 durch die noch heute existierende Braunschweiger Zeitung abgelöst wurde.
Bis zum 30. November 1945 trug die „Braunschweiger Neue Presse“ den Untertitel „Nachrichtenblatt der alliierten Militärregierung“ und vom 4. Dezember 1945 bis zu ihrer letzten Ausgabe am 4. Januar 1946 „Herausgegeben von den britischen Militärbehörden“. Das Blatt erschien wegen akuten Papiermangels nur zweimal pro Woche und hatte zuletzt eine Auflage von 150.000 Exemplaren.

## Braunschweiger Zeitung
Die „Braunschweiger Neue Presse“ wurde am 8. Januar 1946 durch die Braunschweiger Zeitung abgelöst, die zweite Zeitung in der britischen Besatzungszone.